# Bocchetta Campiglia

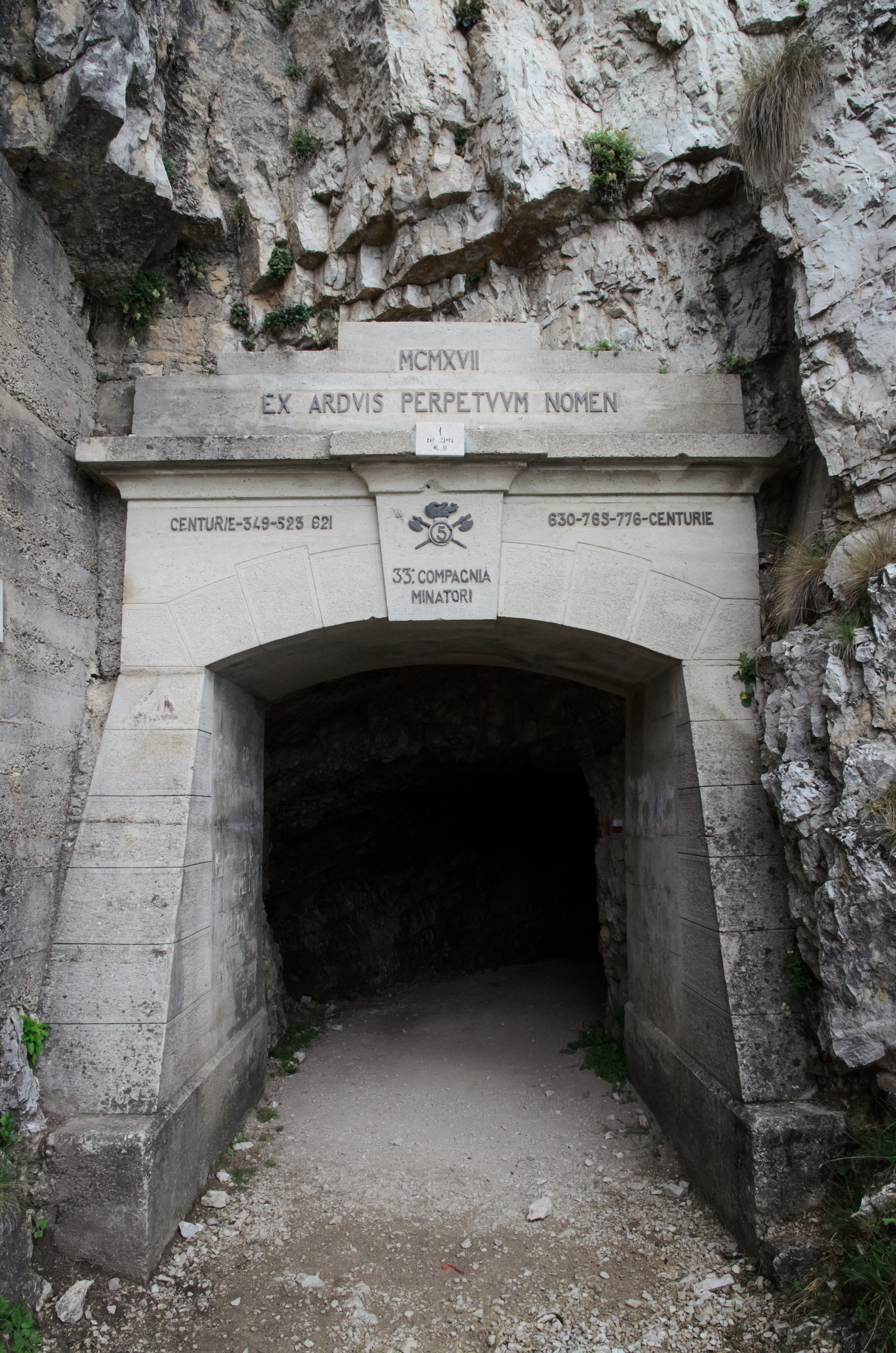
Inizio della Strada delle 52 gallerie

Bocchetta Campiglia (1.216 m) è una sella ai piedi del massiccio del Pasubio, sopra il passo Xomo, nelle Prealpi vicentine.
Situata al confine fra i comuni di Posina e Valli del Pasubio, deve la sua importanza storica per essere stato il punto di massimo avanzamento dell'esercito austro-ungarico nella prima guerra mondiale, nel maggio 1916 durante la Strafexpedition. Solo su questa piccola sella naturale infatti l'esercito italiano riuscì a fermare l'avanzata nemica verso la pianura vicentina.
Nel proseguimento del conflitto rimase un punto nevralgico, in quanto era importante punto di passaggio della Strada degli Scarubbi, che da lì diventava esposta al fuoco delle artigliere nemiche del vicino Monte Maio.
Inoltre da lì parte la celebre strada delle 52 gallerie, costruita per accedere alla zona sommitale del Pasubio senza esporsi al fuoco austriaco.
Oggi è diventata tradizionale punto di partenza per le escursioni sul Pasubio e dispone di ampi parcheggi a pagamento. Il collegamento col vicino passo Xomo è stato migliorato dopo il 2000 passando da un fondo naturale che necessitava di continua manutenzione ad un fondo più compatto incatramato.
Negli ultimi anni sono stati inoltre ricavati ulteriori parcheggi a pagamento nei prati circostanti.